# Familie-orde van de Kroon van Sultan Azlan Shah
De " Duli Yang Maha Mulia Maulana Paduka Sri Tuanku dan Yang di-Pertuan Negara Perak Dar ur-Ridzwan" oftewel "Koning en Prins van Perak" Sultan Sir Yusuf Izz ud-din Rathiu'llah Shah Ghafaru'llahulahu, stichtte vier ridderorden.
De tweede van deze ridderorden is de "Meest Geachte Familie-orde van de Kroon van Sultan Azlan" die in het Maleis "Darjah Kebesaran Seri Paduka Sultan Azlan Shah Perak Yang Amat Dimulia" genoemd wordt. De orde werd in 2000 ingesteld en is een graad binnen de huisorde.
De orde heeft twee graden en de eerste graad wordt aan staatshoofden, regenten en hun echtgenoten toegekend.De Tweede Graad wordt voor belangrijke aan Perak en zijn koning betoonde verdiensten verleend.
- Lid in de Hogere Klasse

De leden of "Ahli" dragen een gouden keten met daaraan de negenpuntige ster van de orde. Op de linkerborst dragen zij de ster van de orde. Zij mogen de letters DKSA achter hun naam dragen.
- Lid in de Gewone Klasse

De leden of "Ahli" dragen een gouden keten met daaraan de negenpuntige ster van de orde. Op de linkerborst dragen zij de ster van de orde. Zij mogen de letters SPSA achter hun naam dragen.
Men zou van een huisorde kunnen spreken maar de onderscheiding wordt behalve aan de koningsfamilie en andere vorstelijke personen ook aan hoge dienaren van de staat toegekend.
De orde wordt ook als deel van de Familie-orde van Perak gezien en zou dan de tweede en derde graad van deze orde omvatten.

## De versierselen van de orde
De ster of "bintang" van de Hogere Klasse, het islamitische land gebruikt geen kruisen, heeft vijf punten en gouden stralen. Het medaillon is van geelgoud, heeft een gouden ring en draagt het wapen van de stichter.Op de linkerborst wordt een zespuntige gouden ster gedragen.
Als verhoging dient bij de keten een rijk bewerkt gouden juweel. Er zijn nog negentien  kostbaar uitgevoerde gouden schakels. Men kan het kleinood ook aan een breed saffraangeel lint met smalle donkerblauwe bies over de rechterschouder dragen.
De ster of "bintang" van de Gewone Klasse is ovaal en heeft geen gouden stralen. Het medaillon is van geelgoud, heeft een blauwe ring en draagt het wapen van de stichter.
Als verhoging dient bij de keten een rijk bewerkt gouden juweel die iets kleinere en anders gevormde schakels heeft dan de keten van de Hogere Klasse. Er zijn nog negentien  kostbaar uitgevoerde gouden schakels. Men kan het kleinood ook aan een breed donkerblauw lint met smalle saffraangele bies over de rechterschouder dragen.De linten van de twee graden zijn elkaars spiegelbeeld.

## Vorige en huidige linten
| Orde                                                   | Klasse | Vorige lint | Huidige lint |
| ------------------------------------------------------ | ------ | ----------- | ------------ |
| Familie-orde van de Kroon van Sultan Azlan Shah (2000) | DKSA   |             |              |
| Familie-orde van de Kroon van Sultan Azlan Shah (2000) | SPSA   |             |              |